# Nedim Buža
Nedim Buža (Visoko, 10 maggio 1995) è un cestista bosniaco.

## Carriera
Con la Bosnia ed Erzegovina ha disputato i Campionati europei del 2015.

## Palmarès
- Campionato belga: 4

Ostenda: 2015-16, 2016-17, 2017-18, 2018-19
- Coppa del Belgio: 3

Ostenda: 2016, 2017, 2018
- Supercoppe del Belgio: 3

Ostenda: 2015, 2017, 2018